# Ardente (torpilleur)
Pour les articles homonymes, voir Ardente.
Le Ardente (fanion « AD ») était un torpilleur italien de la classe Ciclone lancé en 1942 pour la Marine royale italienne (en italien : Regia Marina). 

## Construction et mise en service
Le Ardente est construit par le chantier naval Cantiere navale di Sestri Ponente (Ansaldo) de Sestri Ponente en Italie, et mis sur cale le 7 avril 1941. Il est lancé le 27 mai 1942 et est achevé et mis en service le 30 septembre 1942. Il est commissionné le même jour dans la Regia Marina.

## Histoire du service
Unité moderne de la classe Ciclone, conçue spécifiquement pour escorter les convois sur les dangereuses routes d'Afrique du Nord, le torpilleur Ardente est entré en service à l'automne 1942 et a effectué un service intense mais très court dans les eaux entre la Sicile, la Libye et la Tunisie.

### 1942
De fin septembre à mi-novembre 1942, le Ardente est engagé dans la période d'entraînement initial dans les eaux du nord de la mer Tyrrhénienne.
À la mi-novembre 1942, le navire est envoyé en Sicile, au sein de la IIIe Escadrille d'escorte de torpilleurs, et commence ses activités de guerre. Le 22 novembre, il quitte Messine pour sa première mission à Bizerte.
Pendant le service d'escorte de convois, il a principalement touché les ports de Tunis, Bizerte, Messine, Palerme, Naples et, plus rarement, Trapani et Pantelleria.
Le 26 novembre 1942, le Ardente, sous le commandement du lieutenant de vaisseau (Tenente di vascello) Rinaldo Ancillotti, avec les torpilleurs Ciclone et Procione, escorte à Tunis les paquebots Sant'Antioco et Honestas et le navire à moteur allemand F 477 (ce dernier a rejoint le convoi après avoir quitté Trapani), en les protégeant des attaques aériennes anglo-américaines continues et intenses qui se sont produites dans la nuit du 26 au 27 novembre: les transports n'ont pas été endommagés.
Dans la nuit du 2 décembre 1942, le Ardente est envoyé au secours des survivants du torpilleur Lupo, coulé quelques heures auparavant avec le vapeur Veloce - dont il récupérait les survivants après que le transport ait été incendié par des bombardiers-torpilleurs - par les destroyers britanniques HMS Jervis (F00), HMS Janus (F53), HMS Kelvin (F37) et HMS Javelin (F61). Le torpilleur ne peut sauver que 29 des 164 hommes qui composaient l'équipage du Lupo. Après les opérations de sauvetage, le Ardente prend la route du retour vers Palerme, où il arrive le 4 décembre.
Le 24 décembre de la même année, à 10h40, le Ardente (toujours sous le commandement du lieutenant Ancillotti) et son navire-jumeau (sister ship) Ardito appareillent de Palerme pour escorter vers Tunis un convoi composé des vapeurs Carlo Zeno et XXI Aprile et de quatre navires à moteur allemands. Le 25 décembre à midi, alors que le convoi transite dans le golfe de Tunis (à une trentaine de milles au nord de cette ville), au nord-est de l'île de Zembra, les navires sont attaqués par le sous-marin britannique HMS P48 (P48) . Le 'Ardente, ainsi que le Ardito, réagissent en effectuant deux passages avec le lancement de grenades sous-marines; la troisième décharge de grenades sous-marines du Ardente touche le sous-marin, qui coule avec tout son équipage (34 hommes) à la position géographique de 37° 15′ N, 10° 30′ E,,,. Le convoi est arrivé régulièrement à destination à 15 h 50 le même jour.

### Collision
Le 10 janvier 1943, à 17h00, le Ardente appareille de Naples avec son navire-jumeau Ardito, le destroyer Camicia Nera et un troisième torpilleur, le Clio, pour escorter les navires à moteur modernes Mario Roselli, Manzoni et Alfredo Oriani vers Bizerte. À 11h10 le 11 janvier, à environ soixante-dix milles au nord de Bizerte, le sous-marin britannique HMS Umbra (P35) attaque le convoi en tirant une torpille, mais aucun navire n'est touché. Le Ardente atteint Bizerte à 18h03 le même jour. Douze minutes plus tard, le torpilleur quitte le port tunisien pour retourner à Palerme.
Le 12 janvier à 04h03, le Ardente, à environ 4,2 milles sur un cap de 63° du Cap San Vito, en raison des très mauvaises conditions météorologiques (nuit très sombre avec des nuages bas, mer agitée d'ouest-ouest-sud et averses de pluie) est entré en collision avec le destroyer Grecale de la Regia Marina, naviguant sur la route opposée, en mission de transport de troupes. Dans la collision, le navire a la proue arrachée, mais il ne coule pas. Un sort pire encore a frappé le torpilleur. L'éperonnage s'est produit entre le pont et la cheminée, provoquant l'explosion de la chaudière n° 2, une entaille qui s'est creusée sur environ deux tiers de la largeur du navire et un violent incendie d'huile. Le navire, irrémédiablement endommagé, a coulé à 05h45 dans la pointe à environ 3 miles par 8 degrés de Punta Barone. 118 hommes du Ardente disparaissent dans la mer: 6 officiers, 12 sous-officiers et 100 chefs et marins. Parmi eux, 56 sont morts et 62 sont portés disparus. Seuls 44 hommes, dont 14 blessés, ont pu être sauvés. Les corps des victimes sont enterrés dans le cimetière de Trapani. 110 sont les morts du Grecale, 8 marins italiens et 102 soldats allemands.
L'épave du Ardente a été retrouvée en juillet 2007, au large du Mont Cofano. Il gît brisé en deux dans des eaux assez profondes: la partie arrière est couchée sur le côté bâbord, la partie avant, plus courte, est à l'envers.

### Commandement
Commandants
- Lieutenant de vaisseau (Tenente di vascello) Rinaldo Ancillotti (né à Piacenza le 11 mars 1912) (+) (septembre 1942 - 12 janvier 1943)